# Majcichov
Majcichov est un village de Slovaquie situé dans la région de Trnava.

## Histoire
Première mention écrite du village en 1266.

## Démographie

### Évolution de la population
| Année:               | 1994. | 2004.   | 2014.   | 2024.    |
| -------------------- | ----- | ------- | ------- | -------- |
| Nombre de personnes: | 1849  | 1857    | 1912    | 2181     |
| Différence:          |       | +0,43 % | +2,96 % | +14,06 % |

| Année:               | 2023. | 2024.   |
| -------------------- | ----- | ------- |
| Nombre de personnes: | 2179  | 2181    |
| Différence:          |       | +0,09 % |